# Nymphaea
Nymphaea és un gènere de plantes, també conegudes com a nimfees, de la família de les nimfeàcies. És un gènere de plantes aquàtiques d'aigua dolça de flors grosses, que inclou espècies conegudes popularment com a nenúfars i lotus. Algunes d'aquestes es consideren flors sagrades en algunes religions i èpoques, com el lotus blau que era venerat a l'antic Egipte. Aquestes plantes són molt apreciades en jardineria per decorar estanys i superfícies petites d'aigua calmada. Hi ha algunes varietats híbrides molt decoratives. Hi ha nimfees, com Nymphaea mexicana que poden ser espècies invasores.

## Taxonomia

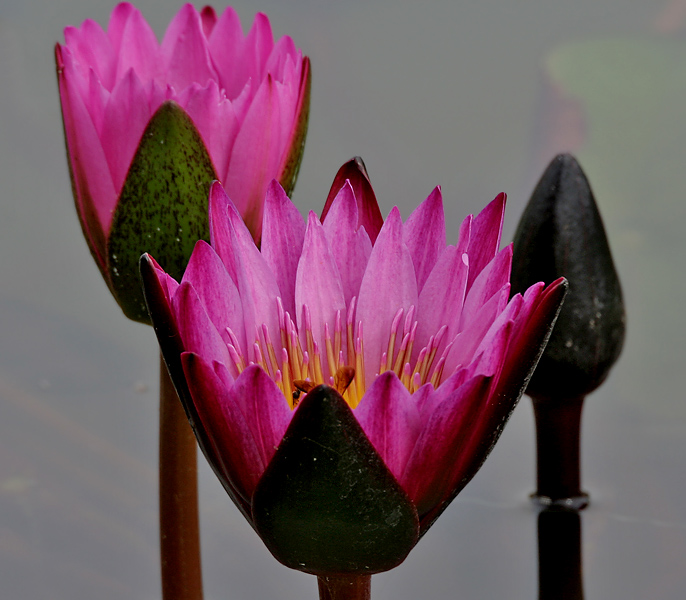
Nymphaea nouchali

Aquest gènere compta amb unes 50 espècies. Cal destacar:
- Nymphaea alba L. o nenúfar blanc o nimfea blanca, autòctona als Països Catalans[2]
- Nymphaea amazonum Mart. et Zucc.
- Nymphaea ampla (Salisb.) DC.
- Nymphaea blanda G.F.W. Meyer
- Nymphaea caerulea Savigny - Lotus blau
- Nymphaea candida
- Nymphaea capensis Thunb.
  - Nymphaea capensis var. capensis Thunb.
- Nymphaea colorata
- Nymphaea conardii Wiersema
- Nymphaea cromatella
- Nymphaea ×daubenyana W.T. Baxter ex Daubeny
- Nymphaea elegans Hook.
- Nymphaea fennica
- Nymphaea flavovirens
- Nymphaea gardneriana
- Nymphaea gigantea
- Nymphaea glandulifera Rodschied
- Nymphaea heudelotii
- Nymphaea jamesoniana Planch.
- Nymphaea leibergii Morong
- Nymphaea lotus L. - Lotus egipci
- Nymphaea mexicana Zucc. - Nenúfar groc
- Nymphaea micrantha
- Nymphaea nouchali Burm. f.
- Nymphaea odorata Ait.
- Nymphaea pubescens Willd. - Nimfea pilosa
- Nymphaea rubra
- Nymphaea rudgeana G.F.W. Mey.
- Nymphaea stellata
- Nymphaea stuhlmannii
- Nymphaea sulfurea
- Nymphaea tetragona Georgi
- Nymphaea ×thiona Ward